# Ерміт (рід)
Ермі́т (Phaethornis) — рід серпокрильцеподібних птахів родини колібрієвих (Trochilidae). Представники цього роду мешкають в Мексиці, Центральній і Південній Америці.

## Опис
Довжина ермітів варіюється від 8 до 17,5 см, а вага від 1,8 до 10 г. Вони мають переважно зелене, коричневе, руде або сіре забарвлення. У більшості видів верхня частина тіла має зеленуватий або бронзовий райдужний відблиск, однак він помітно менш виражений, ніж у інших колібрієвих. Оперення самців і самиць є дуже подібним, різниця між ними виражається у деталях форми дзьоба, хвоста або в інтенсивності оперення. Більшість ермітних не демонструють яскраво вираженого статевого диморфізму, за винятком зеленого ерміта (Phaethornis guy).
Ерміти зазвичай мають довгий вигнутий дзьоб, однак у трьох видів, P. koepkeae, P. philippii і P. bourcieri, дзьоб майже прямий. Нижня частина дзьоба у них біля основи червона або жовта, а два центральні стернові пера видовжені і мають білі або охристі кінчики. Верхня частина голови пласка, обличчя темне, на скронах і щоках є дві бліді смуги.
Ерміти поширені від південної Мексики до північної Аргентини. Вони живуть переважно в підліску тропічних лісів, на узліссях та у вторинних заростях, однак деякі види, зокрема P. pretrei, поширені у більш відкритих місцевостях.
На початку сезону розмноження самці ермітів збираються на токовищах, де намагаються привабити самиць співом. Вони є менш агресивними, ніж інші колібрієві, однак і самиці, і самці захищають кормову територію.
Більшість ермітів живляться нектаром геліконії, однак вони можуть живитися нектарм інших квітів, зокрема, з родів Centropogon, Passiflora, Costus тощо. Також вони ловлять дрібних членистоногих. Довгі, вигнуті дзьоби, типові для більшості видів роду Ерміт (Phaethornis), є адаптацією до живлення нектару з довгих, трубкоподібних квітів.

## Види
Виділяють 27 видів:
- Ерміт санта-катаринський (Phaethornis squalidus)
- Ерміт гаянський (Phaethornis rupurumii)
- Ерміт тринідадський (Phaethornis longuemareus)
- Ерміт амазонійський (Phaethornis aethopygus)[15][16]
- Ерміт малий (Phaethornis idaliae)
- Ерміт болівійський (Phaethornis nattereri)
- Ерміт еквадорський (Phaethornis atrimentalis)
- Ерміт чагарниковий (Phaethornis striigularis)
- Ерміт сірогорлий (Phaethornis griseogularis)
- Ерміт рудий (Phaethornis ruber)
- Ерміт перуанський (Phaethornis stuarti)
- Ерміт вохристий (Phaethornis subochraceus)
- Ерміт сіроволий (Phaethornis augusti)
- Ерміт парагвайський (Phaethornis pretrei)
- Ерміт багійський (Phaethornis eurynome)
- Ерміт світлочеревий (Phaethornis anthophilus)
- Ерміт сірогузий (Phaethornis hispidus)
- Ерміт колумбійський (Phaethornis yaruqui)
- Ерміт зелений (Phaethornis guy)
- Ерміт рудогрудий (Phaethornis syrmatophorus)
- Ерміт білогорлий (Phaethornis koepckeae)
- Ерміт тонкодзьобий (Phaethornis philippii)
- Ерміт прямодзьобий (Phaethornis bourcieri)
- Phaethornis mexicanus[17][18]
- Ерміт мексиканський (Phaethornis longirostris)
- Ерміт венесуельський (Phaethornis superciliosus)
- Ерміт довгодзьобий (Phaethornis malaris)

## Етимологія
Наукова назва роду Phaethornis походить від сполучення слів дав.-гр. φαεθων — сонце і ορνις — птах.